# Tribune Bay Park
Tribune Bay Park är en park i Kanada.   Den ligger i Comox Valley Regional District och provinsen British Columbia, i den sydvästra delen av landet, 3 600 km väster om huvudstaden Ottawa. Tribune Bay Park ligger 16 meter över havet. Den ligger på ön Hornby Island.
Terrängen runt Tribune Bay Park är platt åt sydost, men åt sydväst är den kuperad. Havet är nära Tribune Bay Park åt nordost.Trakten är glest befolkad. Närmaste större samhälle är Union Bay, 18,8 km väster om Tribune Bay Park. 